# Trachyteleia stephensi
Trachyteleia stephensi är en svampdjursart som beskrevs av Topsent 1928. Trachyteleia stephensi ingår i släktet Trachyteleia och familjen Polymastiidae. Inga underarter finns listade i Catalogue of Life.